# Championnat du Paraguay de football
Le championnat du Paraguay de football (División Profesional de la Asociación Paraguaya de Fútbol) est créé en 1906. Les clubs passent professionnels en 1935. 
Depuis 2008, le format du championnat a changé, il se joue maintenant en 2 phases : le Tournoi d'Ouverture (matchs aller) et le Tournoi de Clôture (matches retour).

## Palmarès
| Année            | Champion                  |
| ---------------- | ------------------------- |
| 1906             | Club Guaraní (1)          |
| 1907             | Club Guaraní (2)          |
| 1908             | Titre non attribué        |
| 1909             | Club Nacional (1)         |
| 1910             | Club Libertad (1)         |
| 1911             | Club Nacional (2)         |
| 1912             | Club Olimpia (1)          |
| 1913             | Cerro Porteño (1)         |
| 1914             | Club Olimpia (2)          |
| 1915             | Cerro Porteño (2)         |
| 1916             | Club Olimpia (3)          |
| 1917             | Club Libertad (2)         |
| 1918             | Cerro Porteño (3)         |
| 1919             | Cerro Porteño (4)         |
| 1920             | Club Libertad (3)         |
| 1921             | Club Guaraní (3)          |
| 1922             | Titre non attribué        |
| 1923             | Club Guaraní (4)          |
| 1924             | Club Nacional (3)         |
| 1925             | Club Olimpia (4)          |
| 1926             | Club Nacional (4)         |
| 1927             | Club Olimpia (5)          |
| 1928             | Club Olimpia (6)          |
| 1929             | Club Olimpia (7)          |
| 1930             | Club Libertad (4)         |
| 1931             | Club Olimpia (8)          |
| 1932             | Titre non attribué        |
| 1933             | Titre non attribué        |
| 1934             | Titre non attribué        |
| 1935             | Cerro Porteño (5)         |
| 1936             | Club Olimpia (9)          |
| 1937             | Club Olimpia (10)         |
| 1938             | Club Olimpia (11)         |
| 1939             | Cerro Porteño (6)         |
| 1940             | Cerro Porteño (7)         |
| 1941             | Cerro Porteño (8)         |
| 1942             | Club Nacional (5)         |
| 1943             | Club Libertad (5)         |
| 1944             | Cerro Porteño (9)         |
| 1945             | Club Libertad (6)         |
| 1946             | Club Nacional (6)         |
| 1947             | Club Olimpia (12)         |
| 1948             | Club Olimpia (13)         |
| 1949             | Club Guaraní (5)          |
| 1950             | Cerro Porteño (10)        |
| 1951             | Club Sportivo Luqueño (1) |
| 1952             | Presidente Hayes (1)      |
| 1953             | Club Sportivo Luqueño (2) |
| 1954             | Cerro Porteño (11)        |
| 1955             | Club Libertad (7)         |
| 1956             | Club Olimpia (14)         |
| 1957             | Club Olimpia (15)         |
| 1958             | Club Olimpia (16)         |
| 1959             | Club Olimpia (17)         |
| 1960             | Club Olimpia (18)         |
| 1961             | Cerro Porteño (12)        |
| 1962             | Club Olimpia (19)         |
| 1963             | Cerro Porteño (13)        |
| 1964             | Club Guaraní (6)          |
| 1965             | Club Olimpia (20)         |
| 1966             | Cerro Porteño (14)        |
| 1967             | Club Guaraní (7)          |
| 1968             | Club Olimpia (21)         |
| 1969             | Club Guaraní (8)          |
| 1970             | Cerro Porteño (15)        |
| 1971             | Club Olimpia (22)         |
| 1972             | Cerro Porteño (16)        |
| 1973             | Cerro Porteño (17)        |
| 1974             | Cerro Porteño (18)        |
| 1975             | Club Olimpia (23)         |
| 1976             | Club Libertad (8)         |
| 1977             | Cerro Porteño (19)        |
| 1978             | Club Olimpia (24)         |
| 1979             | Club Olimpia (25)         |
| 1980             | Club Olimpia (26)         |
| 1981             | Club Olimpia (27)         |
| 1982             | Club Olimpia (28)         |
| 1983             | Club Olimpia (29)         |
| 1984             | Club Guaraní (9)          |
| 1985             | Club Olimpia (30)         |
| 1986             | Club Sol de América (1)   |
| 1987             | Cerro Porteño (20)        |
| 1988             | Club Olimpia (31)         |
| 1989             | Club Olimpia (32)         |
| 1990             | Cerro Porteño (21)        |
| 1991             | Club Sol de América (2)   |
| 1992             | Cerro Porteño (22)        |
| 1993             | Club Olimpia (33)         |
| 1994             | Cerro Porteño (23)        |
| 1995             | Club Olimpia (34)         |
| 1996             | Cerro Porteño (24)        |
| 1997             | Club Olimpia (35)         |
| 1998             | Club Olimpia (36)         |
| 1999             | Club Olimpia (37)         |
| 2000             | Club Olimpia (38)         |
| 2001             | Cerro Porteño (25)        |
| 2002             | Club Libertad (9)         |
| 2003             | Club Libertad (10)        |
| 2004             | Cerro Porteño (26)        |
| 2005             | Cerro Porteño (27)        |
| 2006             | Club Libertad (11)        |
| 2007             | Club Libertad (12)        |
| 2008 (Ouverture) | Club Libertad (13)        |
| 2008 (Clôture)   | Club Libertad (14)        |
| 2009 (Ouverture) | Cerro Porteño (28)        |
| 2009 (Clôture)   | Club Nacional (7)         |
| 2010 (Ouverture) | Club Guaraní (10)         |
| 2010 (Clôture)   | Club Libertad (15)        |
| 2011 (Ouverture) | Club Nacional (8)         |
| 2011 (Clôture)   | Club Olimpia (39)         |
| 2012 (Ouverture) | Cerro Porteño (29)        |
| 2012 (Clôture)   | Club Libertad (16)        |
| 2013 (Ouverture) | Club Nacional (9)         |
| 2013 (Clôture)   | Cerro Porteño (30)        |
| 2014 (Ouverture) | Club Libertad (17)        |
| 2014 (Clôture)   | Club Libertad (18)        |
| 2015 (Ouverture) | Cerro Porteño (31)        |
| 2015 (Clôture)   | Club Olimpia (40)         |
| 2016 (Ouverture) | Club Libertad (19)        |
| 2016 (Clôture)   | Club Guaraní (11)         |
| 2017 (Ouverture) | Club Libertad (20)        |
| 2017 (Clôture)   | Cerro Porteño (32)        |
| 2018 (Ouverture) | Club Olimpia (41)         |
| 2018 (Clôture)   | Club Olimpia (42)         |
| 2019 (Ouverture) | Club Olimpia (43)         |
| 2019 (Clôture)   | Club Olimpia (44)         |
| 2020 (Ouverture) | Cerro Porteño (33)        |
| 2020 (Clôture)   | Club Olimpia (45)         |
| 2021 (Ouverture) | Club Libertad (21)        |
| 2021 (Clôture)   | Cerro Porteño (34)        |
| 2022 (Ouverture) | Club Libertad (22)        |
| 2022 (Clôture)   | Club Olimpia (46)         |
| 2023 (Ouverture) | Club Libertad (23)        |
| 2023 (Clôture)   | Club Libertad (24)        |
| 2024 (Ouverture) | Club Libertad (25)        |
| 2024 (Clôture)   | Club Olimpia (47)         |

## Bilan
| Club                  | Titres | Années |
| --------------------- | ------ | --- |
| Club Olimpia          | 47     | 1912, 1914, 1916, 1925, 1927, 1928, 1929, 1931, 1936, 1937, 1938, 1947, 1948, 1956, 1957, 1958, 1959, 1960, 1962, 1965, 1968, 1971, 1975, 1978, 1979, 1980, 1981, 1982, 1983, 1985, 1988, 1989, 1993, 1995, 1997, 1998, 1999, 2000, 2011 (Clô), 2015 (Clô), 2018 (Ouv), 2018 (Clô), 2019 (Ouv), 2019 (Clô), 2020 (Clô), 2022 (Clô), 2024 (Clô) |
| Cerro Porteño         | 34     | 1913, 1915, 1918, 1919, 1935, 1939, 1940, 1941, 1944, 1950, 1954, 1961, 1963, 1966, 1970, 1972, 1973, 1974, 1977, 1987, 1990, 1992, 1994, 1996, 2001, 2004, 2005, 2009 (Ouv), 2012 (Ouv), 2013 (Clô), 2015 (Ouv), 2017 (Clô), 2020 (Ouv), 2021 (Clô)                                                                                           |
| Club Libertad         | 25     | 1910, 1917, 1920, 1930, 1943, 1945, 1955, 1976, 2002, 2003, 2006, 2007, 2008 (Ouv), 2008 (Clô), 2010 (Clô), 2012 (Clô), 2014 (Ouv), 2014 (Clô), 2016 (Ouv), 2017 (Ouv), 2021 (Ouv), 2022 (Ouv), 2023 (Ouv), 2023 (Clô), 2024 (Ouv) |
| Club Guaraní          | 11     | 1906, 1907, 1921, 1923, 1949, 1964, 1967, 1969, 1984, 2010 (Ouv), 2016 (Clô) |
| Club Nacional         | 9      | 1909, 1911, 1924, 1926, 1942, 1946, 2009 (Clô), 2011 (Ouv), 2013 (Ouv) |
| Club Sol de América   | 2      | 1986, 1991 |
| Club Sportivo Luqueño | 2      | 1951, 1953 |
| Club Presidente Hayes | 1      | 1952 |

## Statistiques
|   | Joueurs              | Buts |
| - | -------------------- | ---- |
| 1 | Santiago Salcedo     | 150  |
| 2 | Hernán Rodrigo López | 127  |
| 3 | Juan Samudio         | 119  |
| 4 | Fredy Bareiro        | 112  |
| 5 | Mauro Caballero      | 107  |
| 6 | Fabio Escobar        | 110  |
| 7 | José Ortigoza        | 100  |